# Givaldo Barbosa
Givaldo Barbosa (San Paolo, 25 gennaio 1954) è un ex tennista brasiliano.

## Biografia
In carriera ha vinto 3 titoli di doppio, di cui 2 con il connazionale João Soares: l'ATP Itaparica nel 1982 e il Bahia Open nel 1983. Nel 1985 si è aggiudicato il Madrid Tennis Grand Prix in coppia con Ivan Kley.

## Statistiche

### Doppio

#### Vittorie (3)
| Numero | Anno | Torneo                           | Superficie  | Compagno    | Avversari in finale       | Punteggio       |
| 1.     | 1982 | ATP Itaparica, Itaparica         | Sintetico   | João Soares | Thomaz Koch Jose Schmidt  | 7-6, 2-1 ritiro |
| 2.     | 1983 | Bahia Open, Bahia                | Cemento     | João Soares | Ricardo Cano Thomaz Koch  |                 |
| 3.     | 1985 | Madrid Tennis Grand Prix, Madrid | Terra rossa | Ivan Kley   | Jorge Bardou Alberto Tous | 7-6, 6-4        |